# G-14
Nhóm G-14 của những câu lạc bộ bóng đá châu Âu là 1 sự liên kết những câu lạc bộ, Hiệp hội bóng đá khác nhau tại châu Âu. G-14 được thành lập vào tháng 9 năm 2000 với mục đích đại diện quyền lợi cho những thành viên trước Liên đoàn bóng đá châu Âu (UEFA) và Liên đoàn Bóng đá Thế giới (FIFA) và bước đầu có 14 thành viên (từ đó gọi là Nhóm G-14). Từ năm 2002, G-14 có 18 thành viên. Đến ngày 15 tháng 1 năm 2008, nhóm này đã giải thể để thành lập Hiệp hội các Câu lạc bộ Châu Âu (ECA) thay thế.

## Thành viên
Thành viên sáng lập, 2000
- Liverpool (Vương quốc Anh)
- Manchester United (Vương quốc Anh)
- Juventus (Ý)
- Milan (Ý)
- Internazionale (Ý)
- Marseille (Pháp)
- Paris Saint-Germain (Pháp)
- Bayern Munich (Đức)
- Borussia Dortmund (Đức)
- Ajax (Hà Lan)
- PSV Eindhoven (Hà Lan)
- Porto (Bồ Đào Nha)
- Barcelona (Tây Ban Nha)
- Real Madrid (Tây Ban Nha)

Thành viên mới, 2002
- Arsenal (Vương quốc Anh)
- Lyon (Pháp)
- Bayer Leverkusen (Đức)
- Valencia (Tây Ban Nha)